# Gmina związkowa Ransbach-Baumbach
Gmina związkowa Ransbach-Baumbach (niem. Verbandsgemeinde Ransbach-Baumbach) – gmina związkowa w Niemczech, w kraju związkowym Nadrenia-Palatynat, w powiecie Westerwald. Siedziba gminy związkowej znajduje się w mieście Ransbach-Baumbach.

## Podział administracyjny
Gmina związkowa zrzesza jedenaście gmin, w tym jedną gminę miejską (Stadt) oraz dziesięć gmin wiejskich:
1. Alsbach
2. Breitenau
3. Caan
4. Deesen
5. Hundsdorf
6. Nauort
7. Oberhaid
8. Ransbach-Baumbach
9. Sessenbach
10. Wirscheid
11. Wittgert